# Еран Офек
Еран Офек (івр. ערן אופק; нар. 17 березня 1972) — ізраїльський астроном.
Він навчався в Тель-Авівському університеті, здобувши ступінь бакалавра з фізики в 1997 році, ступінь магістра з астрофізики у 2000 році та ступінь доктора астрофізики у 2005 році. З 2005 року він перейшов до Каліфорнійського технологічного інституту.
За даними Центру малих планет, 1 липня 1997 року Еран Офек відкрив астероїд 9804 Шрікулкарні.